# Curtonotum brevicorne
Curtonotum brevicorne är en tvåvingeart som först beskrevs av Oswald Duda 1939.  Curtonotum brevicorne ingår i släktet Curtonotum och familjen Curtonotidae. Inga underarter finns listade i Catalogue of Life.